# Lista mórz księżycowych

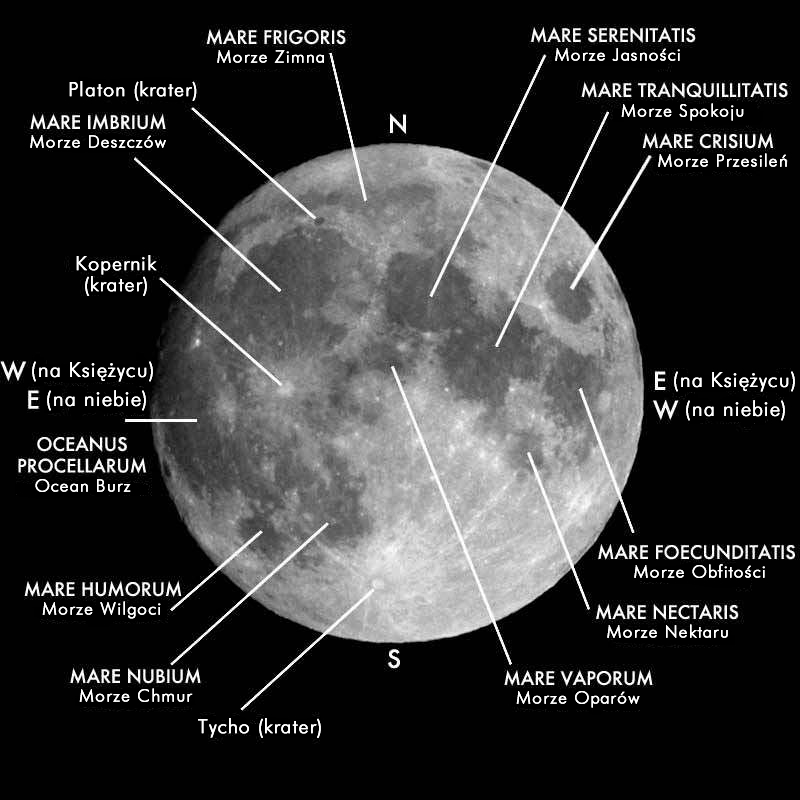
Księżyc

Poniższa lista przedstawia wykaz formacji księżycowych określanych jako morza księżycowe. Wyróżnia się – ze względu na wielkość – ocean, morza, jeziora, zatoki i bagna.
Oceany
- Oceanus Procellarum

Morza
- Mare Anguis
- Mare Australe
- Mare Cognitum
- Mare Crisium
- Mare Fecunditatis
- Mare Frigoris
- Mare Humboldtianum
- Mare Humorum
- Mare Imbrium
- Mare Ingenii
- Mare Insularum
- Mare Marginis
- Mare Moscoviense
- Mare Nectaris
- Mare Nubium
- Mare Orientale
- Mare Serenitatis
- Mare Smythii
- Mare Spumans
- Mare Tranquillitatis
- Mare Undarum
- Mare Vaporum

Jeziora
- Lacus Aestatis
- Lacus Autumni
- Lacus Bonitatis
- Lacus Doloris
- Lacus Excellentiae
- Lacus Felicitatis
- Lacus Gaudii
- Lacus Hiemalis
- Lacus Lenitatis
- Lacus Luxuriae
- Lacus Mortis
- Lacus Oblivionis
- Lacus Odii
- Lacus Perseverantiae
- Lacus Solitudinis
- Lacus Somniorum
- Lacus Spei
- Lacus Temporis
- Lacus Timoris
- Lacus Veris

Zatoki
- Sinus Aestuum
- Sinus Amoris
- Sinus Asperitatis
- Sinus Concordiae
- Sinus Fidei
- Sinus Honoris
- Sinus Iridum
- Sinus Lunicus
- Sinus Medii
- Sinus Roris
- Sinus Successus

Bagna
- Palus Epidemiarum
- Palus Putredinis
- Palus Somni
- Palus Nebularum[a]